# Contla
Contla ou San Bernardino Contla est une ville mexicaine, municipalité et la ville la plus peuplée de la municipalité de Contla de Juan Cuamatzi, dans l'état de Tlaxcala, au Mexique. Jusqu'en 2010, la ville comptait 27 610 habitants, soit la huitième ville la plus peuplée de l'État de Tlaxcala.